# René Basecq
René Joseph Aimé Ghislain Basecq (Cortil-Noirmont, 13 mei 1925 - Geldenaken, 19 oktober 1999) was een Belgisch volksvertegenwoordiger en senator.

## Levensloop
In 1945 werkte Basecq tijdelijk als redacteur op het ministerie van Communicatie. Hij zou zijn volledige loopbaan als ambtenaar op dit ministerie werken en was er van 1966 tot 1971 administratiesecretaris. Ook was hij van 1965 tot 1995 voorzitter van de Socialistische Mutualiteiten van Waals-Brabant.
Voor de toenmalige PSB was hij van 1953 tot 1964 gemeenteraadslid van Cortil-Noirmont, waar hij van 1953 tot 1958 schepen was. In 1964 werd hij verkozen tot gemeenteraadslid van Geldenaken, wat hij bleef tot in 1989. Van 1971 tot 1976 was hij burgemeester van de gemeente.
Van 1958 tot 1971 was Basecq eveneens provincieraadslid van Brabant en van 1961 tot 1971 was hij tweede ondervoorzitter van de provincieraad. Daarna was hij van 1971 tot 1974 lid van de Kamer van volksvertegenwoordigers voor het arrondissement Nijvel. Van 1974 tot 1987 zetelde hij vervolgens voor hetzelfde arrondissement in de Senaat, waar hij van 1985 tot 1987 eerste ondervoorzitter was. Door het toen bestaande dubbelmandaat was hij van 1971 tot 1987 ook lid van de Cultuurraad voor de Franse Cultuurgemeenschap en daarna de Franse Gemeenschapsraad en zetelde hij van 1980 tot 1987 in de Waalse Gewestraad, waar hij voorzitter was van de commissie Begroting, Financiën en Gesubsidieerde Werken.
Op 12 december 2010 werd door de Parti Socialiste in Geldenaken hulde gebracht aan de nagedachtenis van Basecq.